# Robert Drews
Robert Drews (* 26. März 1936) ist ein US-amerikanischer Altertumswissenschaftler.

## Werdegang
Robert Drews studierte am Northwestern College in Iowa (B.A.), an der University of Missouri (M.A.) und an der Johns Hopkins University (Ph.D.). Er lehrte als Professor of Classical Studies an der Vanderbilt University.
Sein Spezialgebiet in der Alten Geschichte ist die griechische Frühzeit im Rahmen der indoeuropäischen Migrationen, insbesondere im Zusammenhang mit der Kriegsführung. In seinem Hauptwerk über den Zusammenbruch der Bronzezeit leistet Drews einen Beitrag zum Verständnis des Seevölkersturmes und verknüpft die damaligen Ereignisse mit einer absoluten Chronologie, die er aus archäologischen Fundberichten gewonnen und dann synchronisiert hat.
Seine Abhandlung über den Ursprung der Griechen zeigt zudem auf, dass dieser nicht auf eine Einwanderung von Indo-Ariern aus den Gebieten Indiens und Persiens zurückgeführt werden kann. Eine entsprechende These aus dem 19. Jahrhundert entbehrt jedweden archäologischen Beweises und lässt sich, wie selbst ihre Befürworter einräumten, auch aus der griechischen Mythologie nicht herleiten. Stattdessen ist eine Einwanderung aus dem westlichen Kleinasien anzunehmen, wobei die zugrunde liegenden anatolischen Zivilisationen autochthon entstanden sind. Diese von Drews vertretene Position geht vornehmlich auf Colin Renfrew zurück und ist inzwischen Stand der Wissenschaft.

## Bedeutung
Der bisher erreichte Stand der Forschung lässt klar erkennen, dass das 1987 von Colin Renfrew und Robert Drews entwickelte Model eines als "Greater Anatolia" bezeichneten Kulturraumes erstmals einen wissenschaftlichen Ansatz bietet, welcher in schlüssiger und sinnvoller Weise die Ausbildung der europäischen Sprachen und ihrer Schriftsysteme erklärt. Zunächst hatte Emil Forrer 1919 festgestellt, dass sich die postulierte Sprache der Arier, nämlich das Brahmi und die Dravidasprachen, in dem von ihm untersuchten Gebiet der einstigen hethitischen Hauptstadt Hattusa archäologisch nicht nachweisen ließ. Seitdem es Bedřich Hrozný 1929 dann für "ausgeschlossen" hielt, dass es jemals zur "Auffindung eines Archivs" von Schriftstücken in arischer Sprache kommen würde und feststellte, das dem arischen Reich von Hanigalbat bislang keine historischen Inschriften zugeordnet werden konnten und auch die bisherigen Ausgrabungen im Gebiet des einstigen Mitanni Reiches ohne jeden Erfolg geblieben waren, war die Theorie vom Indoeuropäer de facto obsolet geworden, zumal auch das kolonialpolitische Interesse an einer solchen Lehre nicht länger bestand.
Nachdem durch Renfrew und Drews wahrscheinlich gemacht werden konnte, dass es zwischen dem 20. und 18. Jahrhundert v. Chr. keine Einwanderung von Indogermanen nach Europa gegeben haben wird, versuchte zuletzt der Linguist Craig Melchert die Theorie vom Indoeuropäer zu stützen, indem er diese Einwanderung in die Zeit zwischen 3.000 bis 2.800 v. Chr. vordatierte. Doch auch Melchert, welcher das Model von Renfrew und Drews anhand einer Untersuchung der anatolischen Luwier widerlegen wollte, kam bezüglich seiner Annahmen nicht umhin einzuräumen, dass "alle Spuren einer solch frühen Migration (der Indo-Europäer) von Ost nach West einfach ausgelöscht oder noch nicht entdeckt wurden." Die von Melchert präsentierten Ergebnisse überzeugten daher nicht und während der Linguist Fred Woudhuizen bereits 1990 nachgewiesen hatte, dass die Luwier, entgegen der Auffassung von Albrecht Goetze, keine Indo-Europäer gewesen sein können, gelang es dem Hethitologen Ilya Yakubovich anhand der Auswertung der in Kanis gefundenen Keilschrifttafeln überzeugend zu zeigen, dass auch die 2003 von Trevor Bryce vertretene Lücken-Theorie, wonach die Luwier zumindest vorübergehend aus Inneranatolien verdrängt worden seien, sich unter linguistischen Gesichtspunkten nicht aufrechterhalten lässt.

## Schriften
- The Greek Accounts of Eastern History. Harvard University Press, Cambridge, Massachusetts 1973, ISBN 0-674-36215-2 (Digitalisat).
- Basileus. The evidence for kingship in geometric Greece (= Yale Classical Monographs. Bd. 4). Yale University Press, New Haven CT u. a. 1983, ISBN 0-300-02831-8.
- The coming of the Greeks. Indo-European conquests in the Aegean and the Near East. Princeton University Press, Princeton 1988.
- The End of the Bronze Age: Changes in Warfare and the Catastrophe ca. 1200 B.C. Princeton University Press, Princeton 1993.
- (Hrsg.) Greater Anatolia and the Indo-Hittite Language Family. Papers presented at a colloquium hosted by the University of Richmond, March 18–19, 2000 (= Journal of Indo-European Studies. Monograph Series Nr. 38). Institute for the Study of Man, Washington DC 2001 (Digitalisat).
- Early Riders. The Beginnings of Mounted Warfare in Asia and Europe. Routledge, London 2004.
- Militarism and the Indo-Europeanizing of Europe. Routledge, London 2017.